# Ueli Steck
Ueli Steck (ur. 4 października 1976 w Emmental w kantonie Berno, zm. 30 kwietnia 2017 na Nuptse) – szwajcarski wspinacz, alpinista i himalaista. Z zawodu cieśla.
Specjalizował się w stylu alpejskim. Wsławił się przede wszystkim z pokonywania samotnie bardzo trudnych dróg wspinaczkowych w rekordowym tempie m.in. drogi klasycznej na północnej ścianie Eigeru oraz zdobycia wszystkich 82 alpejskich czterotysięczników w 61 dni (bijąc dotychczasowy rekord Mihy Valiča. Był zdobywcą sześciu ośmiotysięczników. Zginął podczas wspinaczki na Nuptse. Było to wyjście aklimatyzacyjne w ramach przygotowań do projektu trawersowania Mount Everest–Lhotse.
Dwa razy otrzymał Złoty Czekan.

## Ośmiotysięczniki
- 2009 – Gaszerbrum II
- 2009 – Makalu
- 2011 – Sziszapangma
- 2011 – Czo Oju
- 2012 – Mount Everest
- 2013 – Annapurna